# 검담서원
검담서원(黔潭書院)은 대한민국 충청북도 청원군 부용면 검호리에 위치한 조선 시대의 서원이다. 1695년에 창건되었으며, 조선의 문신 송준길(宋浚吉)을 제향하고 있다.